# Leptoglossum tremellosum
Leptoglossum tremellosum är en svampart som först beskrevs av Mordecai Cubitt Cooke, och fick sitt nu gällande namn av Pier Andrea Saccardo 1889. Leptoglossum tremellosum ingår i släktet Leptoglossum och familjen Tricholomataceae.   Inga underarter finns listade i Catalogue of Life.